# Челинцев, Александр Николаевич
Александр Николаевич Челинцев (1874—1962) — русский и советский учёный, экономист-аграрник, представитель организационно-производственного направления русской сельско-хозяйственной мысли).

## Биография
Родился 3 августа 1874 г. в г. Вольске Саратовской губернии в семье торгового служащего. В 1895 году окончил Мариинское среднее земледельческое училище в Николаевском городке. После воинской службы в 1896 году поступил статистиком в Саратовскую губернскую земскую управу и начал обучение вольнослушателем в Новоалександрийском институте сельского хозяйства и лесоводства, который закончил экстерном в 1900 году. По окончании получил звание агронома 1-го разряда и поступил преподавателем в Мариинское училище, где начал заниматься научной работой и подготовил первые публикации по садоводству. В 1904-1906 годах был командирован в Германию и Францию, где прошёл курс декоративного садоводства в высших школах Далема и Версаля. Затем служил учителем в Уманском среднем училище садоводства и земледелия, с 1908 года — доцент, с 1913 года — профессор Новоалександрийского института. После начала Первой мировой войны вместе с институтом был эвакуирован в Харьков.
С 1913 по 1919 гг. А. Н. Челинцев провёл бюджетные обследования крестьянских хозяйств в 16 губерниях южной России, и, собрав богатый фактический материал, подготовил ряд работ по организации и экономике сельского хозяйства, стал основоположником «организационно-производственной школы» в аграрной науке. Занимался вопросами агрономии, счетоводства, районирования, планирования в сельском хозяйстве. До революции пришёл к выводу о влиянии плотности населения на строй сельского хозяйства и его размещение, проследил закономерности ценообразования на мясо.
В 1917 году после Февральской революции работал управляющим Отделом сельской экономии и статистики Министерства земледелия, занимал пост товарища министра земледелия (С. Л. Маслова), участвовал в разработке аграрной реформы Временного правительства. После Октябрьской революции работал в Харькове и на Кубани. Работал над теорией организации крестьянского хозяйства, проблемами кооперации, дифференциацией крестьянского хозяйства, семейно-трудовой теорией.
В 1920 году эмигрировал, до 1923 года — штатный профессор Сельскохозяйственного факультета Белградского университета. В 1923 году переезжает в Прагу, где преподает в Русском институте сельскохозяйственной кооперации.
В 1925 году А. Н. Челинцев возвращается в СССР, где до 1930 года работает в Земплане РСФСР, Экспертном совете ЦСУ СССР по хлебофуражному балансу, Статплане ЦСУ СССР, НКРКИ СССР.
В августе 1930 года Челинцева арестовывают по делу «Трудовой крестьянской партии» и высылают на три года в Воронеж, где он работает агрономом на городской сельскохозяйственной опытной станции. В 1932 году он был освобожден от дальнейшего отбывания наказания и вернулся в Москву. Полностью реабилитирован в 1987 году.
В последующие годы до 1950 он работал в Наркомате земледелия СССР, Арало-Каспийской научной экспедиции Академии наук СССР по проблемам ирригации и развития хлопководства в Средней Азии, НИИ Северного зернового хозяйства, ВНИИ консервной промышленности.
В мае 1961 г. Челинцев закончил и направил в с/х отдел ЦК рукопись монографии «Сельскохозяйственные районы СССР 1956—1959 гг. и сопоставление их с сельскохозяйственными районами 1925—1938 гг.». В сопроводительном письме указал на отсутствие в печати работ по районированию сельского хозяйства Союза «за период сорока лет…». Доработка рукописи была закончена Челинцевым 9 января 1962 г. за несколько дней до трагической гибели.
Погиб 15 января 1962 года под колесами автомобиля. Урна с прахом захоронена в колумбарии Донского кладбища.

## Научные позиции
В течение многих лет пропагандировал теорию трудового крестьянского хозяйства. После завершения НЭПа стал сторонником производственных кооперативов как основной формы перехода сельского хозяйства к социализму. Полагал, что процесс перехода может завершиться лишь в отдалённом будущем. По мнению Н. Ясного:

Нужно признать, что его научная карьера завершилась в 1928 г., когда в журнале «Пути сельского хозяйства» были опубликованы его последние статьи.

## Сочинения
- Очерки по сельскохозяйственной экономии. — СПб., 1910;
- Состояние и развитие русского сельского хозяйства. По данным переписи 1916 г. и железнодорожных перевозок, Харьков, 1918;
- Теоретические основания организации крестьянского хозяйства, Харьков, 1919;
- Сельскохозяйственные районы, М., 1927;
- Русское сельское хозяйство перед революцией. — М.: Новый агроном, 1928. — 239 с.
- О размещении комплекса сельскохозяйственных отраслей и культур в СССР, в сб.: Доклады Московской сельскохозяйственной академии им. К. А. Тимирязева, М., 1946;
- Сельскохозяйственные районы СССР, в сб.: Вопросы народного хозяйства СССР. К 85-летию С. Г. Струмилина, М., 1962.